# 股东大会
股东大会（Shareholders Meeting）或稱股东常会，由全体股东组成，是股份有限公司的最高权力机构，分为年度股东大会（又称週年股東大會；Annual General Meeting，縮寫AGM，直譯「年度大會」）和临时股东大会。年度股东大会每年召开一次，应当于上一会计年度结束后的6个月内举行，月份通常在每年6月，日期經董事會決議；临时股东大会則會在特殊情形時在法律規定期限內召开。股東會的議案投票通過與否並非取決於投票股東人數，而是由投票股東的持股比例加起來是否超過全部股權的半數來決定，會議主要內容為選舉董事、監察人，向全體股東說明營運方針與財務狀況，同時宣布配發現金或股票股利。在某些國家如美國，部份股東如創業時的股東，可以在股東大會獲得比他們的持股比例更高的投票權，例如持有一股股票卻擁有兩股股票的投票權。一般而言，股東會皆由公司的負責人（如董事長）親自主持。另外，為解答股東公司法規與財務問題，得要求律師與會計師一同列席。

## 紀念品
在一些地方，如日本、台湾，召開股東大會前，部份公司可能因公司派持有或掌握股數不足法定比例，會以贈送紀念品給股東，來換取股東會委託書，紀念品的內容大多為：
- 價廉的日常生活用品，如米、手電筒
- 公司自己生產的產品，如台塑集團贈送自家生產的洗衣粉等
- 服務的優惠券、限定門票，如日本的電影公司贈送股東電影招待券、唱片公司舉辦僅股東可參加的演唱會等。

不過也有公司為降低成本，而不送任何紀念品給股東。

## 另類股東會
除了一般的股東會外，有些公司的股東會會加入額外的項目，例如鴻海集團曾在股東會結束後招待與會股東到員工餐廳用餐。而波克夏更將股東會擴大舉辦成數天的嘉年華會，旗下的各公司會設攤展示。

## 大會相關事項
- 董事會
- 註冊會計師
- 財務報告
- 年報

## 另見
- 法人說明會

1. ↑  律師或會計師能否列席股東會？